# Takasues dotter
Takasues dotter (菅原孝標女, Sugawara no Takasue no musume), (1008–minst 1059),  var en japansk hovdam på 1000-talet, vars självbiografi meriterat henne som japansk författare. Hennes verkliga namn är inte känt, men hon kallas även "Lady Sarashina" i likhet med huvudpersonen i hennes memoarer. Till skillnad från andra samtida vid det kejserliga hovet framstår hon inte som någon karriärist utan snarare som en sociofob, en lite bortkommen och världsfrånvänd kvinna.

Hennes resedagbok Sarashina Nikki  från åren 1020–1059 under den klassiska Heian-perioden hör till världslitteraturens första romaner och personligt hållna självbiografiska berättelser, vilka företrädesvis skrevs av kvinnor. Om sitt liv berättar hon att hellre än i verkligheten hade hon velat leva i den samtida romanen om Genji:
"Jag var ständigt upptagen av mina dagdrömmerier och när jag någon gång begav mig till ett tempel kunde jag inte förmå mig att be om ett helt vanligt liv som alla andra".

## Biografi
Författarens egentliga namn är inte känt och hon omtalas, enligt gängse etikett vid hovet, som dotter till fadern av den övre medelklassfamiljen Sugawara, med litterära traditioner. "Lady Sarashinas" egen berättelse tar sin början i barndomens Heian-Kyō, nuvarande Kyoto. Hennes far Takasue hade 1017 blivit utsedd till guvernör i den avlägsna östliga provinsen Kazusa, nuvarande Chiba prefektur strax söder om Hitachi, dit familjen begav sig 1032. Relativt hedersamma utnämningar, men hovadeln i huvudstaden betraktade dessa lantliga trakter som primitiva och föraktliga och såg utnämningrn som en förvisning i exil. Fadern lämnar sin maka i Heian och reser med dottern och en ny fru ut till provinsen. Fyra år senare blir han återkallad till Heian-Kyo..

Dotterns hågkomster från den tre månader långa och strapatsrika resan åter till Heian är unika i Heian-litteraturen om än geografiskt inkorrekta. Så här beskriver hon berget Fuji, då en aktiv vulkan:
Det har den mest ovanliga form och förefaller ha blivit målat mörkblått; dess tjocka täcke av osmält snö ger intryck av att berget bär en vit rock över en dräkt av djupt violett.
Hon skäms när hon minns hur hon funnit sådan glädje i att läsa berättelser att hon bett till sin Buddha Yakushi-staty om att kunna läsa dem alla, förvisande andligt liv till lägre prioritet, trots flera drömmar vilka hon tolkar som förmaningar från himmelen. Hon skriver om sin lycka när hon får en komplett kopia av Genji Monogatari och hur hon drömmer om att uppleva en romans av det slag som beskrivs däri. När hennes liv inte faller lika väl ut som hon hoppats, skyller hon på sitt beroende av sagor, vilka fick henne att leva i en fantasivärld och försumma sin andliga odling. Dessa anteckningar är imponerande minnen från hennes återkomst, dvs resor, drömmar och minnen av sin fader och syster, så att hon nästan helt glömmer sin make, sina söner och sitt dagliga liv.
Dottern tillbringar ungdomen i fadershuset. Runt trettio år gammal, något till åren efter Heian-standard, gifte hon sig och blev en sorts kammarjungfru. Hon var alltför blyg och gammal för att göra karriär vid hovet och tämligen likgiltig inför sin make och barn, vilka knappast nämns i hennes dagbok. Hon slutar skriva i femtioårsåldern och inga detaljer om hennes frånfälle är kända. Heian-aristokraten förväntades uttrycka melankoli och sorg över livets korthet och detta var något som Lady Sarashina verkar ha gjort uppriktigt, för varje dödsfall i hennes liv (speciellt systerns och faderns) gjorde hennes liv alltmer smärtfyllt.

## Om resedagboken
Dagböcker, "nikki", betraktas som en särskild genre i den japanska litteraturen, där några verk från 900-talet inspirerade de författande hovdamerna och kom att bestämma dess form. Många reseskildringar är liksom denna skrivna med stavelseskriften hiragana, där yttre färder samtidigt blev en inre resa genom livet. Den berättande texten avbryts av dikter, waka, som kan vara beskrivningar av de natursköna platser som passeras eller brottstycken ur samtal mellan hovfolk. Anspelningar på tidigare poesi är betydelsefulla och grepp som mono no aware (物の哀れ), vemod över alltings flyktighet, och ma (間), tomt mellanrum, är viktiga inslag.
Vad gäller Lady Sarashina är Sarashina ett geografiskt distrikt som aldrig nämns i dagboken, men anspelas på i en av bokens dikter och blev av okänd anledning namnet på hela berättelsen: Hon kan ha kallats ättestupa (姥捨て山) "Ubasute yama", ty "Obasute" förekom i originalet i Sarashina.
Berättelsens originalmanuskript är inte bevarat, men poeten med mera Fujiwara no Teika beundrade dagboken på äldre dar till den grad att han skrev av den för eget bruk.. Teikas avskrift restaurerades några hundra år senare, varvid sidorna råkade i oordning och senare kopior blev utan sammanhang. Detta upptäcktes och rättades till först på 1920-talet och verkets storhet blev då uppenbar.
Vibeke Emonds översättning till svenska utgår från en japansk version från 1973. Hon har försett den med ett initierat förord och utförlig notförteckning. 1000-talets japanska, och då speciellt det förfinade sätt som man uttryckte sig på i de kejserliga hovkretsarna, vore svår att följa utan noternas förklaringar. Den erbjuder stora tolkningsproblem, eftersom satser och enskilda ord med flit är mångtydiga och ofta syftar på tidigare händelser och företeelser i andra berättelser och dikter.

## Verk
- Sarashina nikki (更級日記) (utgåva sammanställd av Sekine Yoshida) (Tokyo: Kōdansha, 1977)
  - Om mitt liv (översättning Vibeke Emond, Ellerström, 2007) ISBN 91-7247-154-9
- Yowa no Nezame (夜半の寝覚) [Sömnlösa midnätter]
- Hamamatsu Chūnagon monogatari (浜松中納言物語) [Hamamatsu Chūnagon-sagan]